# Den gode vilje (film)
Den gode vilje er en svensk spillefilm og tv-serie fra 1991–1992 med manuskript af Ingmar Bergman og instruktion af Bille August.
Bergmans manuskript er halvbiografisk med skildringen af hans forældres stormfulde forhold. 
I de to centrale rolle ses Pernilla August (Anna) og Samuel Fröler (Henrik Bergman), mens i andre rolle ses Max von Sydow og en svensktalende Ghita Nørby.
Morten Piil anser filmen for en hovedværk i Augusts produktion, og angiver psykisk og social undertrykkelse som det gennemgående tema i Augusts film, — hvilket i filmen kommer til udtryk gennem drengen Petrus historie.

## Medvirkende (i udvalg)
- Samuel Fröler – Henrik Bergman
- Pernilla August – Anna Bergman
- Ghita Nørby – Karin Åkerblom
- Börje Ahlstedt – Carl Åkerblom
- Max von Sydow – Johan Åkerblom
- Björn Kjellman – Ernst Åkerblom
- Mona Malm – Alma Bergman
- Björn Granath – Oscar Åkerblom
- Gunilla Nyroos – Svea Åkerblom
- Michael Segerström – Gustav Åkerblom
- Lena Brogren – Frøken Lisen
- Lennart Hjulström – Disponent Nordenson
- Marie Göranzon – Elin Nordenson
- Hans Alfredson – Pastor Gransjö
- Lena Endre – Frida Strandberg
- Lena T. Hansson – Magda Säll
- Elias Ringquist – Petrus Farg
- Margaretha Krook – Blenda Bergman
- Sif Ruud – Beda Bergman
- Roland Hedlund – Bestyrer Nagel
- Irma Christenson – Ebba Bergman
- Emy Storm – Tekla Kronström
- Marie Richardson – Märta Werkelin
- Sara Sommerfeld – tvilling 1
- Maja Sommerfeld – tvilling 2
- Keve Hjelm – Fredrik Bergman
- Ernst Günther – Freddy Paulin
- Ernst-Hugo Järegård – professor Sundelius
- Anita Björk – Victoria af Baden
- Björn Gustafson – Jesper Jakobsson
- Bertil Norström – pastor Primarius
- Barbro Kollberg – Gertrud Tallrot
- Inga Landgré – Magna Flink
- Sten Ljunggren – Greve Svante
- Inga Ålenius – Alva Nykvist
- Gösta Prüzelius – betjent
- Marcus Ohlsson – Dag Bergman
- Tomas Bolme – Jansson
- Gustaf Hammarsten – Torsten Bohlin
- Tord Peterson – kusken